# Wolfgang Weise (Volleyballspieler)
Wolfgang Weise (* 12. Juni 1949 in Leipzig) ist ein ehemaliger Volleyballspieler aus der DDR.
Weise begann in Großdeuben mit dem Volleyball und wechselte 1963 zum SC Leipzig. Der 1,77 m große Spieler gewann von 1969 bis 1976 den DDR-Meistertitel.
Weise durchlief die Jugend- und Juniorennationalmannschaft und gehörte ab 1969 zur DDR-Nationalmannschaft. 1969 gewann er den Volleyball World Cup und im Jahr darauf war er dabei, als bei der Weltmeisterschaft 1970 in Bulgarien der Titel gewonnen werden konnte. Nach einem vierten Platz bei der Europameisterschaft 1971 erreichte die DDR-Mannschaft das Finale bei den Olympischen Spielen 1972 in München und erhielt nach der Finalniederlage gegen die japanische Mannschaft die Silbermedaille.
Der gelernte Lokomotivschlosser war nach seinem Studium pädagogischer Leiter am Leipziger Institut für Ausländerstudium.